# Kleinmittersdorf
Kleinmittersdorf ist ein Gemeindeteil des Marktes Hohenfels in Landkreis Neumarkt in der Oberpfalz in Bayern.

## Geographische Lage
Kleinmittersdorf liegt im oberpfälzischen Jura der Südlichen Frankenalb auf ca. 485 m ü. NHN. Man erreicht den Weiler über eine Gemeindeverbindungsstraße, die von der Kreisstraße NM 32 in südöstliche Richtung abzweigt und weiter nach Dinau im Landkreis Burglengenfeld nördlich der Staatsstraße 2041 führt.

## Geschichte
Kleinmittersdorf unterstand dem kurpfälzischen Pflegamt Hohenfels. Im Urbar dieses Amtes von ca. 1500 ist „Vndern Muterstorff“ mit zwei Anwesen aufgeführt. 1468 erscheinen Lehengüter des Pfalzgrafen Johann zu Kleinmittersdorf. Im Kartenwerk von Christoph Vogel von ca. 1600 ist der Ort als „Mietersdorf“ verzeichnet. Gegen Ende des Alten Reiches, um 1800, umfasste der Weiler fünf Anwesen (das größte ein Halbhof) und das gemeindliche Hirtenhaus.
Im Königreich Bayern wurde um 1810 der Steuerdistrikt Markstetten gebildet und 1814 zum Landgericht Parsberg (später Landkreis Parsberg) gegeben. Zu diesem gehörten die drei Dörfer Markstetten, Affenricht und Haasla, der Weiler Kleinmittersdorf sowie die Einöden Fuchsmühle, Ammelacker, Ammelhof, Höfla, Friesmühle, Baumühle, Blechmühle, Lauf, Schönheim und Unterwahrberg.
Mit dem zweiten bayerischen Gemeindeedikt von 1818 entstand die Ruralgemeinde Markstetten, der wiederum Kleinmittersdorf  angehörte. Diese Gemeinde wurde zum 1. Mai 1978 nach Hohenfels eingemeindet.
Gebäude- und Einwohnerzahl:
- 1838: 41 „Seelen“, 6 Häuser[8]
- 1861: 37 Einwohner, 14 Gebäude[9]
- 1871: 32 Einwohner, 12 Gebäude; Großviehbestand 1873: 14 Stück Rindvieh[10]
- 1900: 32 Einwohner, 5 Wohngebäude[11]
- 1925: 38 Einwohner, 5 Wohngebäude[12]
- 1950: 33 Einwohner, 5 Wohngebäude[13]
- 1987: 18 Einwohner, 5 Wohngebäude, 6 Wohnungen[1]

Heute sind sieben Hausnummern vergeben, fünf Anwesen sind bewohnt.
Die Kinder gingen im 19./20. Jahrhundert 2 km weit zur katholischen Schule in Dinau.

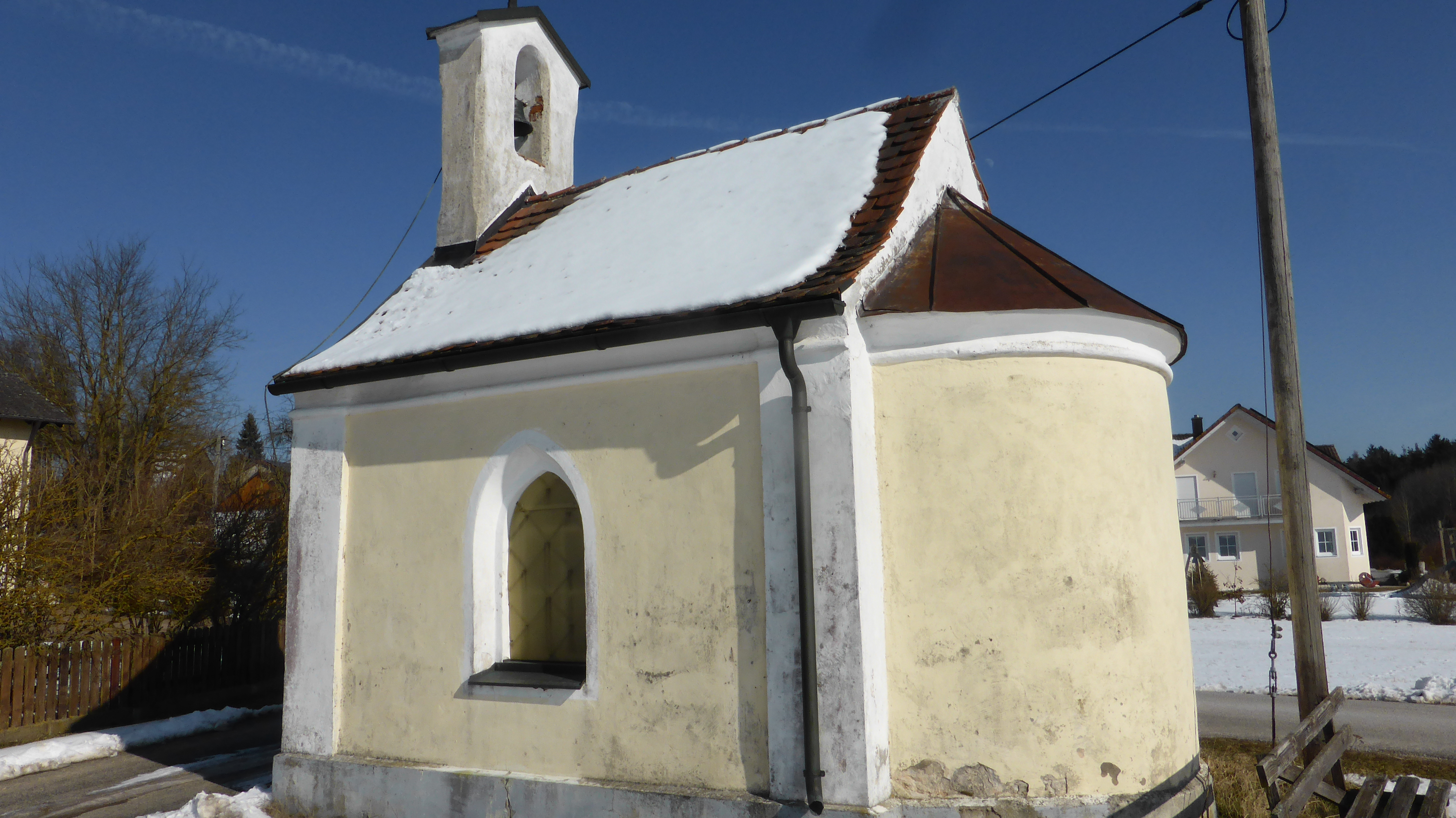
Die Marienkapelle von Kleinmittersdorf

## Kirchliche Verhältnisse
Kleinmittersdorf gehörte seit jeher zur katholischen Pfarrei St. Ulrich in Hohenfels im Bistum Regensburg. Am südlichen Ortseingang steht eine Marienkapelle, ein neugotischer Saalbau von ca. 1850 mit halbrunder Apsis und mit Glockendachreiter; sie ist in die Bayerische Denkmalliste eingetragen. Siehe auch Liste der Baudenkmäler in Hohenfels (Oberpfalz)#Kleinmittersdorf.